# Снова великая (Американская история ужасов)
Снова великая (англ. Great Again) — одиннадцатая и финальная серия седьмого сезона сериала «Американская история ужасов», вышедшая 17 ноября 2017 года.

## Сюжет
Кай попадает в тюрьму. Там он создаёт новый культ, а точнее продолжение старого, и получает безграничную власть. Инсценировав свою смерть, он убегает. В это время Элли, строящая политическую карьеру, проводит дебаты с одним из своих оппонентов. К концу мероприятия Кай вбегает в зал и стреляет в Элли. Однако пистолет оказывается не заряженным, и Кайла убивают. Элли побеждает на выборах.

## Главные роли
- Сара Полсон — Элли Мейфэр-Ричардс
- Эван Питерс — Кай Андерсон